# Goodyera
Goodyera is een wereldwijd voorkomend geslacht van ongeveer 25 soorten terrestrische orchideeën, waarvan één, de dennenorchis (Goodyera repens), in België en Nederland voorkomt.
Goodyera is nauw verwant aan de schroeforchissen (Spiranthes).

## Naamgeving en etymologie
Het geslacht is vernoemd naar de 15de-eeuwse Engelse botanicus John Goodyer.

## Kenmerken
De soorten worden gekenmerkt door kruipende wortelstokken waarop verspreid bladrozetten van groenblijvende blaadjes ontspringen. De bloemen hebben een lip met een snavelvormige punt. Sepalen en petalen zijn naar binnengebogen tot een helm.

## Habitat
Goodyera komt voor in zeer uiteenlopende biotopen, van Scandinavische alpiene valleien over laurisilva (laurierbossen) in Macaronesië tot Noord-Amerikaanse naaldwouden.

## Verspreiding en voorkomen
Wereldwijd met uitzondering van Afrika.

## Soorten
Het geslacht telt zo'n vijfentwintig soorten, waarvan hier een beperkte lijst. In België en Nederland komt één soort voor, de dennenorchis.
- Goodyera hispida (Zuidoost-Azië)
- Goodyera macrophylla (Madeira)
- Goodyera pubescens (Noord-Amerika)
- Goodyera oblongifolia (Noord-Amerika, Canada)
- Goodyera repens (Dennenorchis) (Wereldwijd)
- Goodyera tesselata (Noord-Amerika)
- Goodyera schlectendaliana (Zuidoost-Azië, Japan)

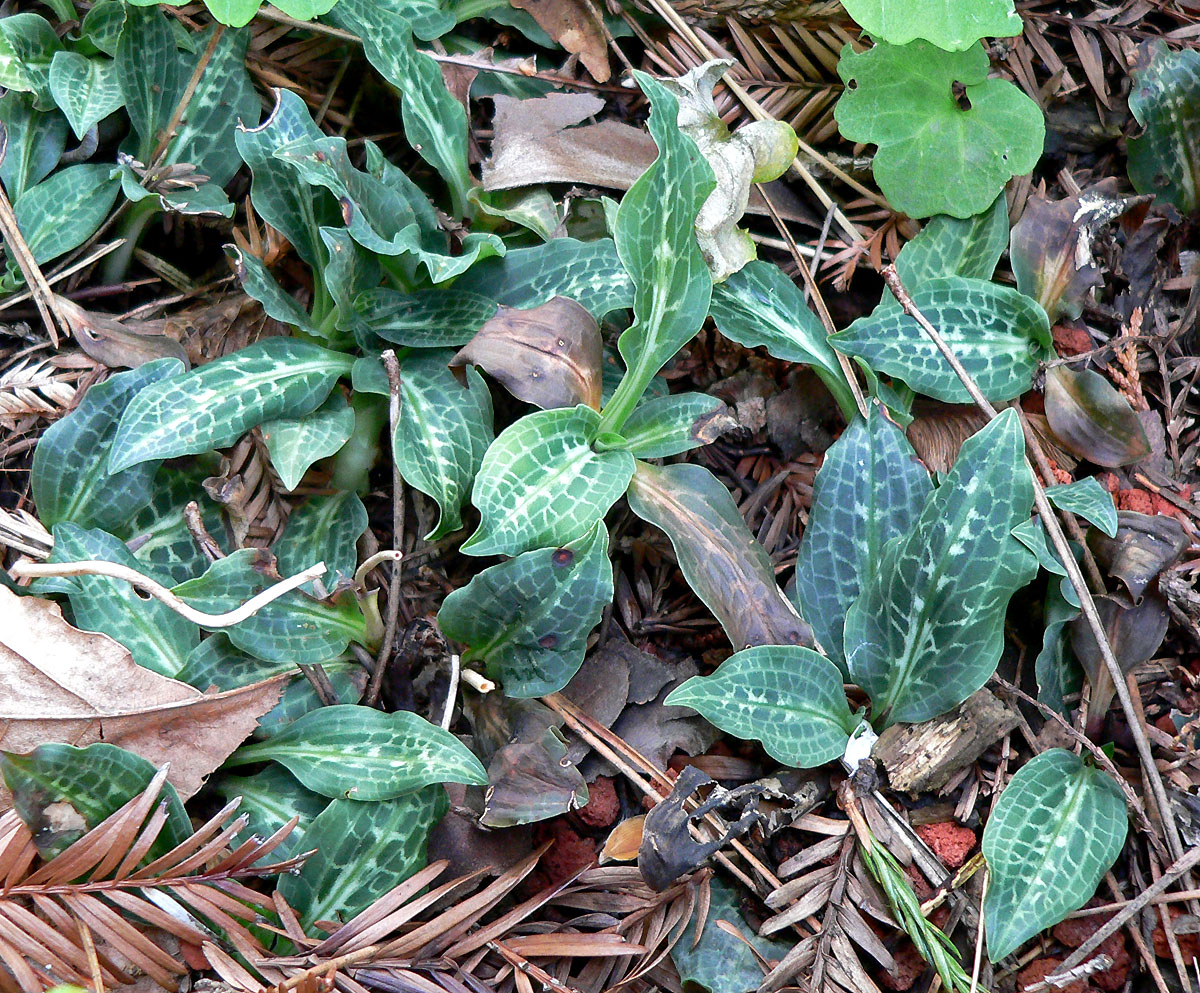
Goodyera oblongifolia
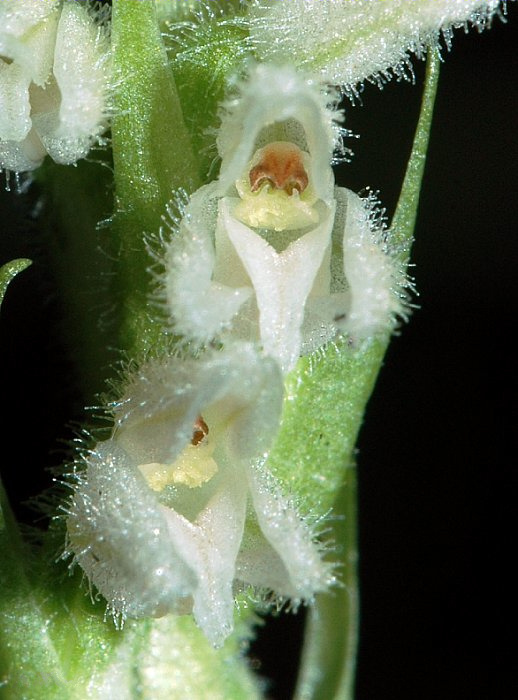
Dennenorchis

...  · 
G. macrophylla · 
G. repens (Dennenorchis) · 
...